# ハッピーリビング
ハッピーリビングは、1979年（昭和54年）から1981年（昭和56年）の毎週金曜の昼にテレビ埼玉（TVS）にて放映した主婦向けの地域情報番組である。

## 番組内容
- 県内各地の市町村を紹介し、特産品や民謡などを披露し、主婦向け情報も合わせて放送した。リビングショーと広報番組を併せたような番組であった。

- 県内各地の市町村を取り上げる内容は後に、同局の『情報番組 マチコミ』の「ご当地中継63」で復活する形となった。

## 司会者
- 三遊亭楽太郎（落語家）
- 菅原孝（ビリーバンバン）後年、同局の『カラオケ1ばん』の司会も担当。
- 上野晃（元テレビ埼玉アナウンサー）